# Miletus ceramensis
Miletus ceramensis är en fjärilsart som beskrevs av Ribbe 1889. Miletus ceramensis ingår i släktet Miletus och familjen juvelvingar. Inga underarter finns listade i Catalogue of Life.